# Pioneer 1
Pioneer 1 was een Amerikaanse onbemande ruimtevlucht uit 1958. Dit was het eerste ruimtevaartuig dat werd gelanceerd onder supervisie van NASA. De luchtmacht had een adviserende rol. Missiedoel was onderzoek van de directe omgeving rond de Aarde en de Maan.

## Russen nemen leiding
Het strak van bovenaf geleide ruimtevaartprogramma van de Sovjet-Unie stond in schril contrast met dat van de Verenigde Staten. De Amerikaanse inspanningen op dat gebied waren versnipperd. Zo hadden luchtmacht, leger en marine hun eigen programma's. Dit bleek geen gelukkige greep: de achterstand in de ruimterace liep alleen maar op. In deze tijd van Koude Oorlog kon het land zich dat niet langer veroorloven. President Eisenhower nam daarop het initiatief om NASA op te richten, die op 1 oktober 1958 startte. In datzelfde jaar kregen echter zowel het leger als luchtmacht toestemming tot de bouw van twee resp. drie kunstmanen. Deze sonde werd gebouwd door TRW.

## Opbouw
Deze eerste drie maansondes waren bijna identiek. Pioneer 1 bestond uit twee gedrongen, stompe kegelvormige helften, aan weerszijden van het cilindervormige middenstuk bevestigd. Dit middenstuk had een diameter van 74 cm. Het omhulsel bestond uit gelamineerd plastic. De hoogte, gemeten tussen beide uiteinden, bedroeg 76 cm. Aan de onderzijde stak de remraket met een stuwkracht van 13,3 kN uit. Deze beschikte over 11 kg brandstof. Die moest 60 uur na lancering het vaartuig in een baan om de maan brengen. Boven stak een magnetische dipoolantenne uit. Aan de bovenzijde zat een afwerpbare ring van acht kleine raketjes voor het bereiken van de juiste snelheid. Alle motoren werkten op vaste brandstof. De totale massa kwam op 38,3 kg en bedroeg nog 34,2 kg na afstoting van de hulpraketjes. Na ontbranding van de remraket liep dit terug tot 23,2 kg. Het vaartuig draaide met 1,6 omwentelingen per seconde om zijn as. Pioneer 1 zond uit op een golflengte van 108,06 MHz met 300 mW vermogen. Het tv-systeem zond uit op 50 W. Instructies van de grond ontving het vaartuig op 115 MHz. Deze verkenner was uitgerust met drie types batterijen en beschikte niet over zonnecellen. Nikkel/cadmiumbatterijen om de raketten te ontsteken, zilverbatterijen voor het tv-systeem en kwikbatterijen leverden stroom aan de andere elektrische onderdelen. Deze batterijen gingen twee weken mee.

### Uitrusting
De nuttige lading had een totale massa van 17,8 kg en bestond uit:
- IR tv-systeem, om opnames van het maanoppervlak over te seinen.
- Magnetometer, voor waarnemingen van het magnetisch veld.
- Kosmische stralingsmeter.
- Micrometeorietendetector door middel van een microfoon.

Daarnaast seinde de sonde voortdurend de temperatuur aan boord door.

## Vluchtverloop
Pioneer 1 werd op 11 oktober 1958 om 8.42 uur UTC met een Thor-Able draagraket gelanceerd vanaf platform 17A op Cape Canaveral. Door een verkeerd afgesteld ventiel in de laatste trap van de Thor gaf een versnellingsmeter onjuiste informatie. Hierdoor sloegen de motoren tien seconden te vroeg af. Dit resulteerde in een koersafwijking van 3,5°; bovendien bereikte het toestel de vereiste ontsnappingssnelheid niet. Dit had een ballistisch vluchtprofiel met een hoogste punt van 113.800 km tot gevolg. De vluchtleiding poogde nog om de remraket te ontsteken en zo een omloopbaan met een apogeum van 128.700 en perigeum van 32.200 km te bereiken. De batterijen stonden echter te veel aan koude bloot en ontbranding mislukte. Pioneer 1 zat omstreeks 13.00 uur UTC op maximale hoogte. Het eerste uur verliep het contact moeilijk door een slechte signaal-ruisverhouding, maar tijdens driekwart van de vluchtduur ontving de vluchtleiding rechtstreekse gegevens. Wel verschilde de hoeveelheid informatie dat ieder instrument overseinde. Per saldo bleek een klein deel van de ontvangen data wetenschappelijk bruikbaar. Pioneer 1 toonde onder meer de opbouw van stralingsgordels rond de Aarde en hoever deze zich uitstrekten. Verder bood deze kunstmaan de wetenschap een eerste indruk in de hoeveelheid micrometeorieten en de sterkte van het interplanetaire magnetisch veld.
Door de opgetreden storing in de draagraket viel de maanverkenner al snel terug. Op 13 oktober om 3.46 uur UTC, na een vlucht van ongeveer 43 uur, verbrandde Pioneer 1 in de dampkring boven het zuidelijk deel van de Grote Oceaan.
0 · 1 · 2 · 3 · 4 · P-3 · 5 · P-30 · P-31 · 6, 7, 8 en 9 · 10 · 11 · Venus 1 · Venus 2